# Banan
För andra betydelser, se Banan (olika betydelser).

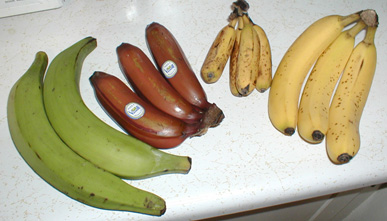
Olika sorters bananer.

Bananer eller dessertbananer är trivialnamn för ätliga bär som härstammar från stora blommande örter inom släktet Musa. Frukterna kan ha olika storlek, färg och fasthet, men är ofta långsmala och krökta, med mjukt, stärkelserikt fruktkött som omsluts av ett skal som kan vara gult, lila eller rött när frukten är mogen och oftast grönt när den är omogen. Frukterna växer i klasar som hänger från toppen av plantan. Merparten dessertbananer härstammar från hybrider av flera olika arter ur banansläktet och placeras därför vetenskapligt i Musa Dessertbanan-Gruppen. 

## Historia och etymologi
Banan härstammar från sydöstra Asien och var känd i Europa redan under antiken. Den har senare införts till Afrika och framför allt till Centralamerika, där den är både en viktig matvara och en exportprodukt. Ordet banan kommer från spanskans och portugisiskans ord för banan, "banana", som i sin tur troligen är lånat från ett språk i Kongo-Kinshasa.

## Taxonomi

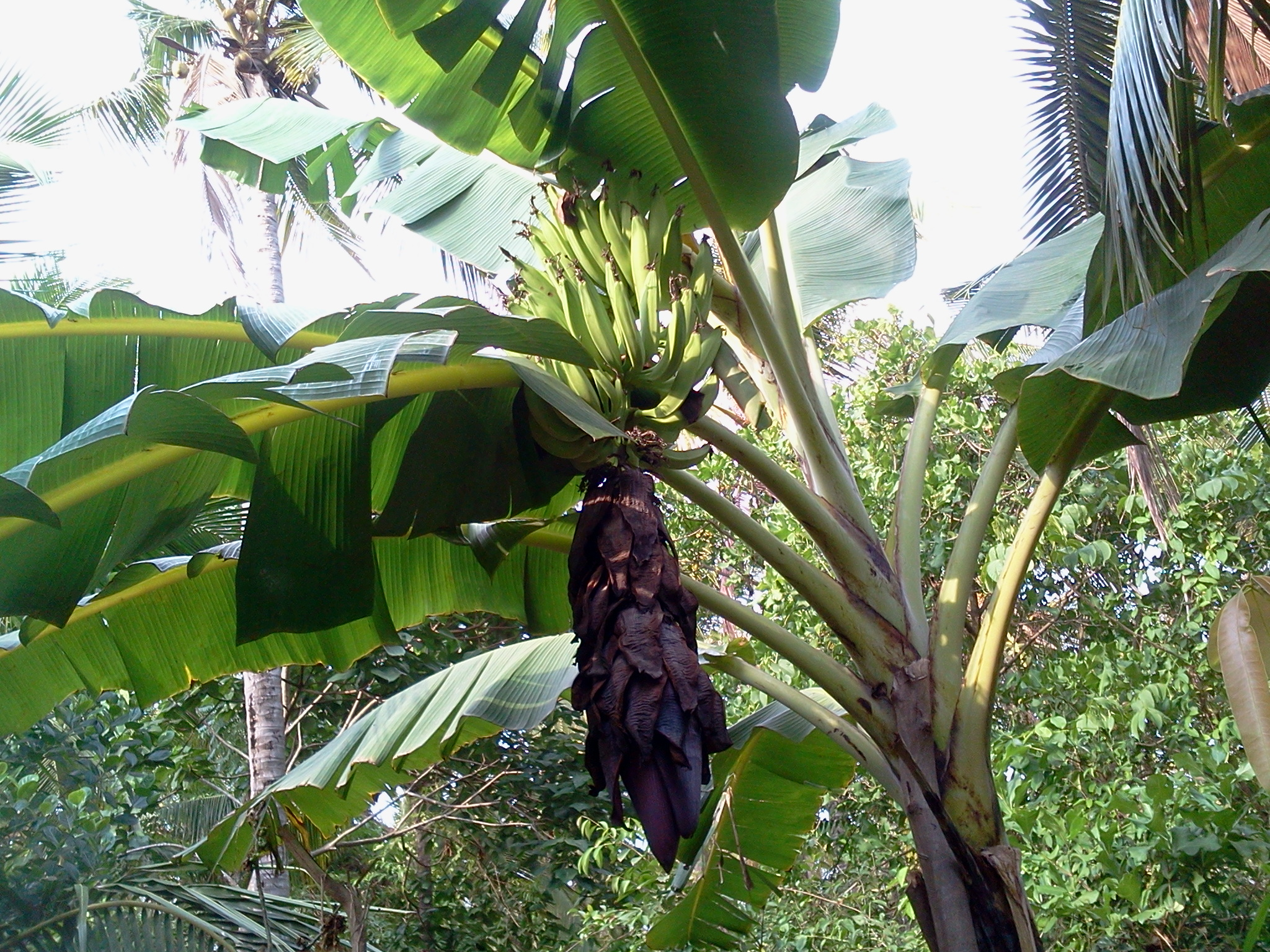
Musa Nendran sort av banan som förekommer i Kerala i Indien och som tillhör AAB-gruppen.

Släktet Musa beskrevs av Carl von Linné 1753. Musa tillhör i sin tur familjen Musaceae och cirka 70 arter av banan erkänns av World Checklist of Selected Plant Families. Flera av dessa producerar ätbara frukter, medan andra odlas som dekoration.
Klassificeringen av odlade bananer har länge varit mycket omdiskuterad. Ursprungligen placerade Linné bananer i två arter utifrån hur de används som mat: Musa sapientum för dessertbananer och Musa paradisiaca för kokbanan. Utifrån detta system beskrevs ytterligare arter. I en serie studier som publicerades från 1947 och framåt visade Ernest Cheesman att Linnés Musa sapientum och Musa paradisiaca inte alls var arter utan kultivarer som båda härstammade från de två vilda frösättande arterna Musa acuminata (ädelbanan) och Musa balbisiana (balbisbanan), som båda beskrivits av botanisten Luigi Aloysius Colla. Cheesman rekommenderade därför att man skulle överge Linnés två taxon och istället kategorisera bananer utifrån tre morfologiska distinkta grupper med kultivarer: de som i första hand uppvisar botaniska karaktärer tillhörande Musa balbisiana, de som i första hand uppvisar botaniska karaktärer tillhörande Musa acuminata, och de som i första hand uppvisar botaniska karaktärer tillhörande båda två. 1955 presenterade Norman Simmonds och Ken Shepherd en genombaserad nomenklatur. Detta system undanröjde nästan alla svårigheter och oförenligheter i de tidigare klassificeringarna som baserades på att ge vetenskapliga namn till odlade varieteter. Trots detta används ändå äldre vetenskapliga namn av vissa auktoriteter vilket skapar förvirring.
De idag accepterade vetenskapliga namnen för absoluta merparten av alla odlade bananer är Musa acuminata Colla och Musa balbisiana Colla för de båda ursprungliga vilda arterna for och Musa × paradisiaca L. för hybrider av M. acuminata × M. balbisiana.
Generellt följer modern klassificering av banansorter Simmonds och Shepherds system. Sorterna placeras i grupper beroende på antal kromosomer och vilken art de härstammar ifrån. Exempelvis placeras äppelbanan i AAB-gruppen vilket visar att den är en triploid som härstammar från både M. acuminata (A) och M. balbisiana (B). Ett annat exempel är Kanariebanan som placeras i AAA-gruppen eftersom den är en triploid som bara härstammar från M. acuminata.
Dessa genomgrupper placeras i sin tur i sortgrupperna Musa Dessertbanan-Gruppen (banan/dessertbanan) samt Musa Kokbanan-Gruppen (kokbanan).

## Växtanatomi
Bananfrukten är ett bär och de odlade sorterna innehåller inga frön utan bara svarta rudiment efter fröämnen. Det finns dock arter som innehåller svarta frön stora som pepparkorn inbäddade i fruktköttet. Vissa bananer är så fulla av frön att de är svåra att äta. Bananer är femkantiga och har trerummiga bär. Fruktköttet är i början fast och rikt på stärkelse, som sedan omvandlas till socker samtidigt som bananen mjuknar.

## Odling

Bananodling i olika länder.

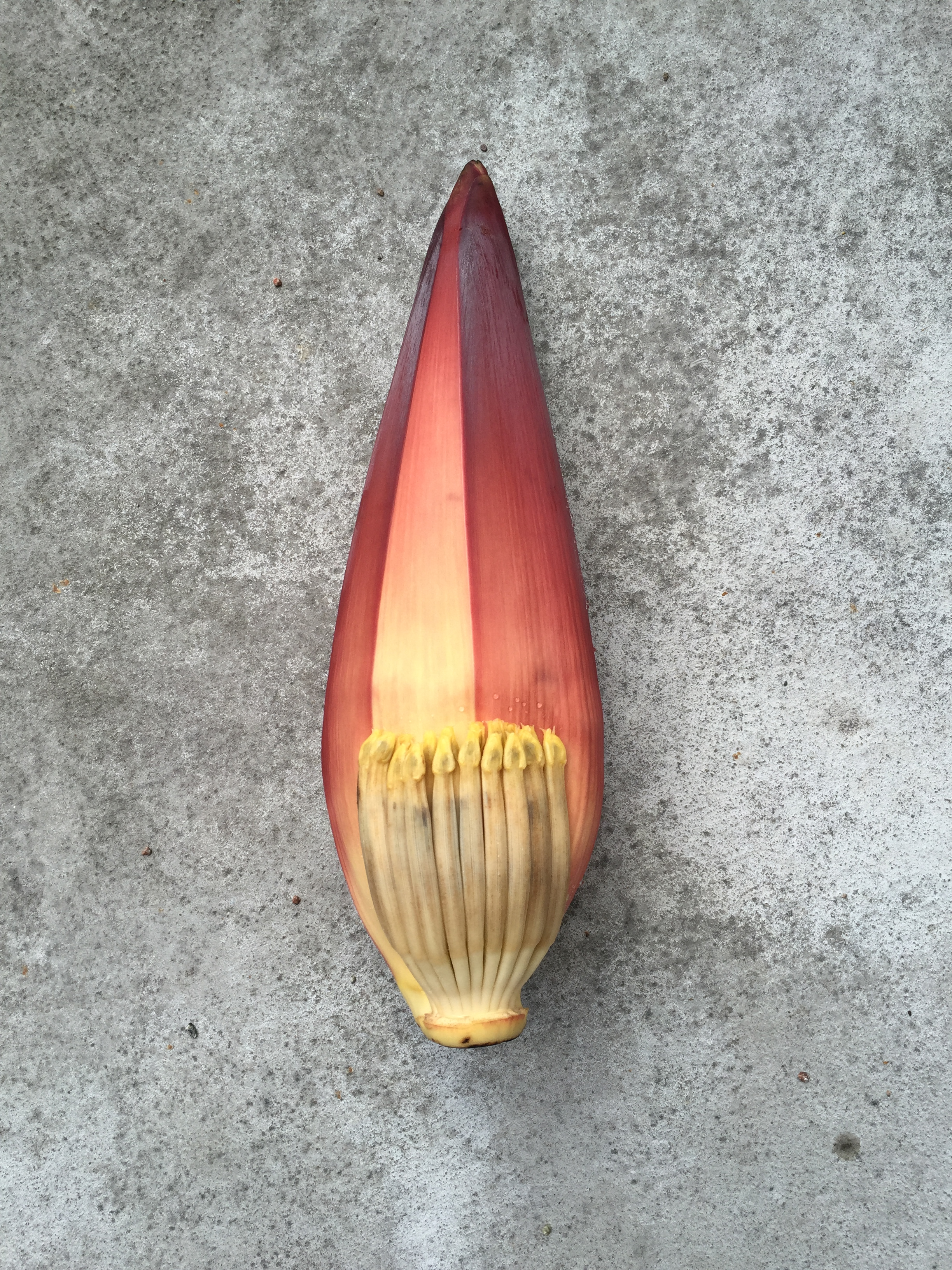
En bananblomma

Bären växer i tvåradiga klasar på en stock med ibland upp till 200 bananer och kan ha en sammanlagd vikt på upp till 50 kg. Stocken hänger lodrätt ner från plantan med den stora mörkröda bananblomman längst ner. Blomman har formen av en väldig tulpanknopp. Innanför varje kronblad finns anlag för en klase bananer. Ett kronblad i taget öppnar sig och exponerar den blivande klasen för pollinering. Sedan faller kronbladet av, klasen börjar mogna medan blomman fortsätter att växa nedåt. På så sätt blir stocken allt längre och fylls med allt fler bananklasar. De första bananerna på stocken utvecklas dock aldrig till färdiga bananer. Efter mognaden dör växtens ovanjordiska delar.
Bananskalet är det yttre skalet på bananen vilket omsluter bärets kött. Skalet är från början grönt då örten är omogen, men byter sedan färg till gul, lila eller rött när den mognar och blir brunt eller svart när den blivit övermogen eller skalet skadas. Bananerna skördas ofta när de är gröna och får eftermogna på destinationsorten.

### Bekämpningsmedel
Användningen av bekämpningsmedel inom konventionell bananodling i form av ofta stora monokulturella odlingar är omfattande och intensiv, speciellt i odlingar för export året runt och utan rotation av grödor. Dessa odlingar är mycket sårbara för skadedjur och sjukdomar, bland annat för svampsjukdomar som black sigatoka, som frodas i det tropiska klimatet och snabbt sprider sig i monokulturer och kan reducera skörden med 35 till 50 procent. Många av de bekämpningsmedel som används inom konventionell bananodling för deras effektivitet mot skadliga organismer i bananodlingarna är mycket giftiga och har förbjudits i vissa delar av världen, sedan deras skadliga effekter på människor och miljö blivit kända. Exempel på sådana bekämpningsmedel är till exempel parakvat och karbofuran, som är förbjudna inom EU. Antalet olika bekämpningsmedel som används inom bananodlingen har även ökat på grund av ökad resistens hos svampar och insekter.
Till skadliga följder av överanvändning och felaktig hantering av bekämpningsmedel inom konventionell bananodling hör enligt FAO bland annat risk för arbetarnas hälsa, inklusive risk för kronisk och akut förgiftning, och skadlig inverkan på omgivning och miljö genom förorening av jord och vatten och negativ inverkan på djurlivet med bland annat reducerad biodiversitet och risk för förgiftning av pollinatörer.
För konsumenternas hälsa är det främst det ätliga fruktköttet som är viktigt. FAO anger överanvändning och felaktig hantering av bekämpningsmedel som en risk också för konsumenternas hälsa. Enligt ett test av nio sorters bananer som Testfakta ALS Global Täby genomförde 2013, innehöll vanliga konventionellt odlade bananer flera gifter från bekämpningsmedel i fruktköttet. Inget av gifterna översteg dock EU:s gränsvärden. I Testfaktas test var det endast ekologiska bananer som var helt giftfria. Livsmedelsverkets stickprovskontroller i grossistleden, analyserar hela bananer inklusive skal. Åke Bergman, professor i miljökemi, finner det mycket anmärkningsvärt att Livsmedelsverket och EU analyserar alla frukter och grönsaker med skalet på. De bekämpningsmedel som finns i banankött har vid djurförsök visat sig påverka levern och i ett fall sköldkörteln. Ur konsumentperspektiv krävs dock långt högre doser för en skadlig påverkan på hälsan än vad som kan fås genom normal konsumtion av konventionellt odlade bananer. Mellan år 2010 och 2013 utförde Livsmedelsverket 173 kontroller och av dessa var det ett prov som översteg tillåtna gränsvärden.
Svampmedlet imazalil är ett av de ämnen som uppmätts i bananer i prover. Det är listat som cancerframkallande av amerikanska EPA, dock inte av EU. Gränsvärdena i EU innebär att ett barn på 10 kg kan äta upp till 480 gram banankött (drygt fyra bananer) under en dag utan att det är farligt. Motsvarande för en person på 70 kg är 3,4 kg fruktkött eller 28 bananer på 120 gram per dag.

### Certifiering
Det finns idag flera miljömärkningar och andra certifieringar för bananer som säljs för export till konsumenter, då efterfrågan på mindre besprutade bananer och mer ekologisk odling, samt bättre arbetsvillkor för arbetarna på bananodlingarna ökar. Exempel på märkningar är KRAV, EU:s ekologisk certifiering, Fairtrade och Rainforest Alliance. Varje märkning har sina egna kriterier för vilka krav på miljö och eller arbetsvillkor som odlingen skall uppfylla för att bananerna skall få säljas med märkningen.

## Export och import
| Land          | Miljoner ton | Procent av världens totala produktion |
| ------------- | ------------ | ------------------------------------- |
| Produktion    |              |                                       |
| Indien        | 29.7         | 20%                                   |
| Uganda        | 11.1         | 8%                                    |
| Kina          | 10.7         | 7%                                    |
| Filippinerna  | 9.2          | 6%                                    |
| Ecuador       | 8.0          | 6%                                    |
| Brasilien     | 7.3          | 5%                                    |
| Indonesien    | 6.1          | 4%                                    |
| Colombia      | 5.1          | 4%                                    |
| Kamerun       | 4.8          | 3%                                    |
| Tanzania      | 3.9          | 3%                                    |
| Övriga länder | 49.6         | 34%                                   |
| Världen       | 145.4        | 100%                                  |
| Export        |              |                                       |
| Ecuador       | 5.2          | 29%                                   |
| Costa Rica    | 1.8          | 10%                                   |
| Colombia      | 1.8          | 10%                                   |
| Filippinerna  | 1.6          | 9%                                    |
| Guatemala     | 1.5          | 8%                                    |
| övriga länder | 6.0          | 34%                                   |
| Världen       | 17.9         | 100%                                  |

Fram till 1960-talet transporterades bananer som hela stockar med speciella bananbåtar. Vid ankomsten till importlandet var bananerna fortfarande gröna, och därefter mognades de i särskilda bananmogningsrum. Hanteringen med de tunga stockarna var besvärlig och hälsofarlig. En och annan ovälkommen gäst, som spindlar och insekter, kunde följa med bananstocken. Idag packas bananhänder i kartonger direkt på plantagen, och alla tunga lyft utförs av lyftkranar och truckar.[källa behövs]
Första kända importen av färska bananer i Sverige gjordes av den framgångsrike grosshandlaren Friedrich Mühlenbock i Göteborg. Han specialiserade sig på frukt och grönt. Den 14 juni 1869 annonserar han för första gången i Göteborgs Handels- och Sjöfartstidning om ”Vestindiska Bananas, Apelsiner, Aprikoser mm”. Han säljer frukten i sin frukt-exposition i butiken i ”Musei Byggnad”, det vill säga före detta Ostindiska huset på Norra Hamngatan, som nu är Göteborgs Stadsmuseum. Först i början på 1900-talet blev det dock vanligt med bananförsäljning i Nordeuropa.
EU har höga tullavgifter på bananimporten från Syd- och Centralamerika. Länderna Ecuador, Colombia, Costa Rica, Guatemala, Honduras och Panama står för ungefär 80 procent av de bananer som konsumeras i EU-länderna.[källa behövs] EU kritiseras starkt sedan 1990-talet av bland andra USA (som är hemvist för exempelvis Chiquita) för att snedvrida konkurrensen genom de extra fördelaktiga tullvillkor som ges till ett tiotal AVS-länder (länder i Afrika, Västindien och Stilla havet).[källa behövs] 1997 dömdes EU:s bananreglering ut av WTO:s överprövningsorgan, och USA införde ett tag strafftullar mot EU som motåtgärder när EU inte anpassade sig efter WTO:s beslut. 2001 kom EU överens med USA och Ecuador att en gemensam tullnivå för alla länder skulle införas senast den 1 januari 2006.[källa behövs]
Enligt Naturskyddsföreningen äts mer än 100 bananer per person per år i Sverige (publicerat 2021).